# Aleš Zalar

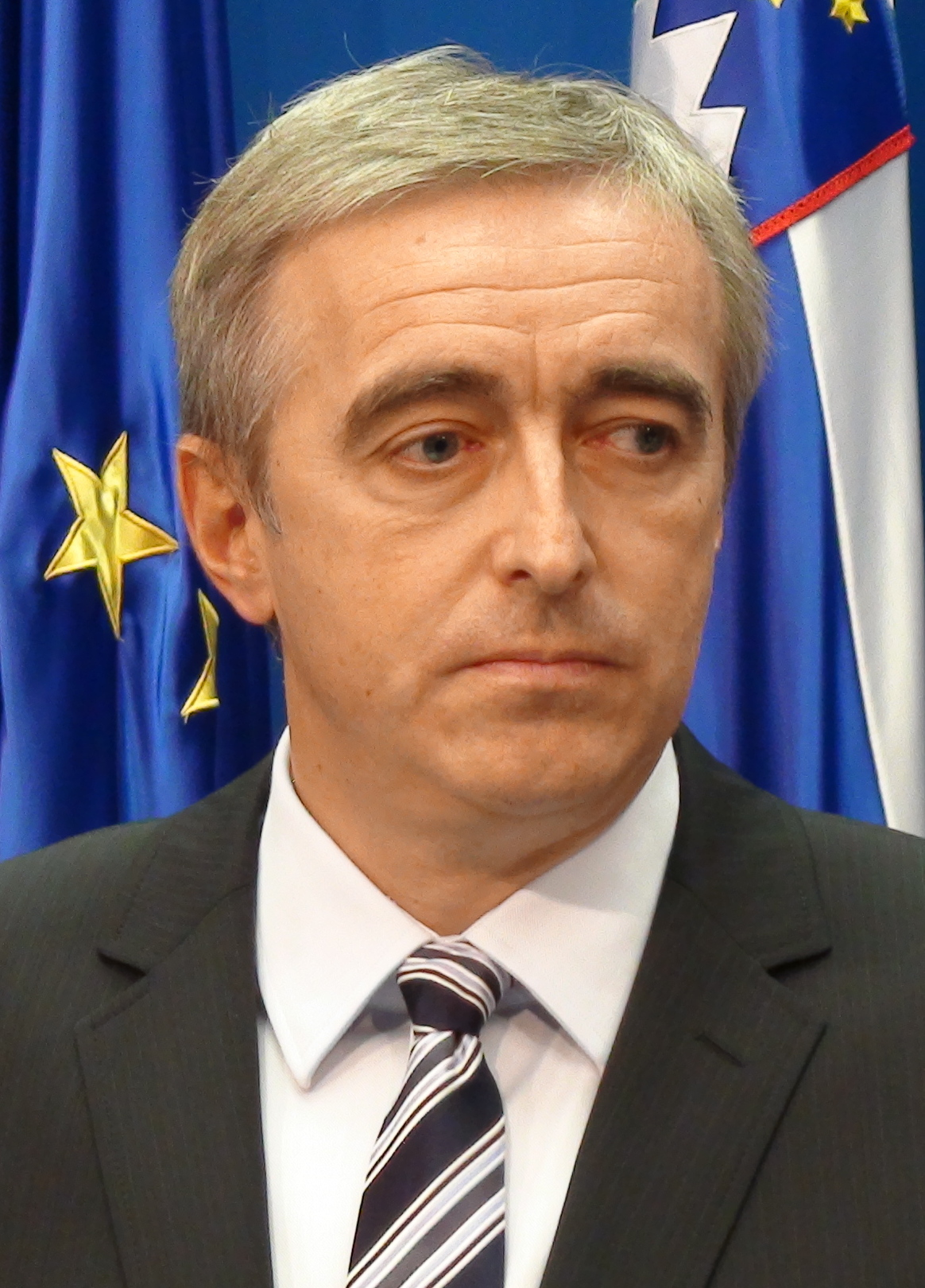
Aleš Zalar, 2015

Aleš Zalar (* 22. Oktober 1961 in Ljubljana) war slowenischer Justizminister und ist Mitglied der Liberaldemokratie Sloweniens (LDS).
Er schloss sein Jurastudium an der Universität Ljubljana mit Diplom ab und arbeitete von 1989 bis 2008 als Richter. Am 21. November 2008 wurde er zum Justizminister in der slowenischen Regierung ernannt.